# 武警军乐团
中国人民武装警察部队北京市总队军乐团，通称武警军乐团，是隶属中国人民武装警察部队北京市总队的军乐团，也是中国人民武装警察部队最高级别的军乐团，驻地北京市。

## 简介
武警军乐团组建于1986年，主要承担天安门广场升国旗现场演奏、中华人民共和国公安部和中国人民武装警察部队外事司礼及服务部队的任务。武警军乐团1989年代表武警部队参加了中华人民共和国成立40周年庆典，并先后参加了1999年首都各界庆祝中华人民共和国成立50周年大会、2009年首都各界庆祝中华人民共和国成立60周年大会、2015年纪念中国人民抗日战争暨世界反法西斯战争胜利70周年大会等重大活动的演奏任务。1990年承担北京亚运会各代表团入村升旗仪式的国歌演奏任务。武警军乐团还代表中国人民武装警察部队、中华人民共和国公安部先后出访多地，其中包括1991年到意大利参加了世界警察运动会开幕式表演，并举办专场音乐会；1998年、2002年到香港特别行政区参加大型文艺演出；2005年到日本参加了世界警察音乐会；2016年以“中国武警部队卫士军乐团”的名称参加哈萨克斯坦“军事号角” 军乐节。武警军乐团1995年参加第一届中国国际管乐节，还参加过2011年南昌国际军乐节、2016上海之春国际音乐节管乐艺术节等音乐节。
武警军乐团是中华人民共和国三大军乐团之一，其他两个军乐团是中国人民解放军军乐团、中国人民解放军海军军乐团。在历次国庆大会及重大活动时，三大军乐团及其他军乐队往往联合承担演奏任务。
武警军乐团为天安门广场升国旗现场演奏。武警军乐团和每天负责升降国旗的武警北京总队天安门国旗护卫队均隶属武警北京总队。1990年10月1日，《中华人民共和国国旗法》颁布，规定升国旗时必须奏中华人民共和国国歌。1991年4月，经中华人民共和国国务院批准，国旗班扩编为国旗护卫队。1991年5月1日正式启用新的升降旗仪式，新的升旗仪式分为两种：平时由36名国旗护卫队队员升国旗，通过音响系统同步播放国歌录音；每月旬首日（即每月1日、11日、21日）和重大节日，由武警军乐队在行进中演奏《歌唱祖国》，并在升旗过程中现场演奏国歌。
2004年5月30日，武警北京总队天安门国旗护卫队接到通知，自2004年6月1日起，每月1日、11日、21日大升旗改为每月1日大升旗，届时36名国旗护卫队员和62名武警军乐团队员将同以往大升旗一样，现场演奏三遍国歌同时升旗；每月11日和21日的大升旗改为平常升旗，武警军乐团也不再在每月11日和21日现场演奏。武警军乐团在升旗仪式上的演奏方阵共62人，由2名指挥、60名乐手组成。
2018年1月1日，天安门广场升国旗仪式的奏国歌环节改由中国人民解放军军乐团承担，并由演奏三遍改为只奏一遍，升旗时间因此由2分07秒缩短为46秒。

## 历任领导
| 团长 - 李方方 武警大校（1986年—1999年） - 刘谦 武警大校（1999年—2009年） - 黄继 武警大校（2009年—2014年） - 苑新海 武警上校（？—） | 政治委员 - 张业军 武警上校（？—？） - 牛文忠 武警上校（？—？） |